# Gimnàstica als Jocs Olímpics d'estiu de 2024 - Cavall amb arcs
L'esdeveniment de cavall amb arcs als Jocs Olímpics d'estiu de 2024 es va celebrar els dies 27 de juliol i 3 d'agost de 2024 a l'Accor Arena (anomenat Bercy Arena a causa de les normes de patrocini del COI). És una modalitat del torneig olímpic que només es disputa en categoria masculina.

## Format de competició
Els 8 primers classificats (límit de dos per NOC) per a cavall amb arcs van avançar a la final d'aparells. Els finalistes van tornar a actuar a l'aparell. Aleshores es van ignorar les puntuacions de la ronda de qualificació, i només comptaven les puntuacions de la ronda final.

## Programació
La competició es va celebrar durant dos dies, el 27 de juliol i el 3 d'agost. La fase de classificació (per a totes les proves de gimnàstica masculina) va ser el primer dia i la final de l'aparell el segon dia.
| Data                                                        | Temps | Ronda        | Subdivisió   |
| ----------------------------------------------------------- | ----- | ------------ | ------------ |
| 27 de juliol                                                | 11:00 | Qualificació | Subdivisió 1 |
| 27 de juliol                                                | 15:30 | Qualificació | Subdivisió 2 |
| 27 de juliol                                                | 20:00 | Qualificació | Subdivisió 3 |
| 3 d'agost                                                   | 17:15 | Final        | –            |
| Totes les hores són l'hora d'estiu d'Europa central (UTC+2) |       |              |              |

## Qualificació
| Posició | Gimnasta                 | Dif | Ex    | Pen. | Total  | Qual. |
| ------- | ------------------------ | --- | ----- | ---- | ------ | ----- |
| 1       | Rhys McClenaghan (IRL)   | 6.3 | 8.900 |      | 15.200 | Q     |
| 2       | Stephen Nedoroscik (USA) | 6.4 | 8.800 |      | 15.200 | Q     |
| 3       | Max Whitlock (GBR)       | 6.6 | 8.566 |      | 15.166 | Q     |
| 4       | Takaaki Sugino (JPN)     | 6.5 | 8.533 |      | 15.033 | Q     |
| 5       | Oleg Verniaiev (UKR)     | 6.6 | 8.433 |      | 15.033 | Q     |
| 6       | Nariman Kurbanov (KAZ)   | 6.4 | 8.600 |      | 15.000 | Q     |
| 7       | Hur Woong (KOR)          | 6.7 | 8.200 |      | 14.900 | Q     |
| 8       | Loran de Munck (NED)     | 6.4 | 8.366 |      | 14.766 | Q     |
| 9       | Zou Jingyuan (CHN)       | 5.9 | 8.700 |      | 14.600 | R1    |
| 10      | Nils Dunkel (GER)        | 6.4 | 8.166 |      | 14.566 | R2    |
| 11      | Shinnosuke Oka (JPN)     | 5.9 | 8.566 |      | 14.466 | R3    |

Reserves
Els reserves per a la final masculina de cavalls amb armes eren:
1. Zou Jingyuan (CHN)
2. Nils Dunkel (GER)
3. Shinnosuke Oka (JPN)

## Final
| Posició | Gimnasta                 | Dif   | Ex    | Pen. | Total  |
| ------- | ------------------------ | ----- | ----- | ---- | ------ |
| 1       | Rhys McClenaghan (IRL)   | 6.600 | 8.933 |      | 15.533 |
| 2       | Nariman Kurbanov (KAZ)   | 6.700 | 8.733 |      | 15.433 |
| 3       | Stephen Nedoroscik (USA) | 6.400 | 8.900 |      | 15.300 |
| 4       | Max Whitlock (GBR)       | 6.900 | 8.300 |      | 15.200 |
| 5       | Oleg Verniaiev (UKR)     | 6.600 | 8.366 |      | 14.966 |
| 6       | Takaaki Sugino (JPN)     | 6.700 | 8.233 |      | 14.933 |
| 7       | Hur Woong (KOR)          | 6.700 | 7.600 |      | 14.300 |
| 8       | Loran de Munck (NED)     | 6.500 | 7.233 |      | 13.733 |